# 垂直思考
垂直思考，又称直向思维，为一种按部就班思考的方式。由亞里斯多德首先提出，其思考方式主要为单线定义问题，必须遵守既定流程，在问题解决前并无其他更改方式或途径。其与水平思考相互对应。讀設計的人會理解到「水平」與「垂直」思考的差異。